# ジョナサン・デイトン
ジョナサン・デイトン（英:Jonathan Dayton、1760年10月16日-1824年10月9日）は、現在のアメリカ合衆国ニュージャージー州出身の政治家であり、ニュージャージー州代表としてフィラデルフィア憲法制定会議に出席し、アメリカ合衆国憲法に署名した者の中では最年少であった。またアメリカ合衆国下院議員となり、第3代下院議長を務め、後に上院議員にもなった。1807年にアーロン・バーの陰謀に加担したとして反逆罪で逮捕されたが、裁判は行われず、その国政における経歴は復活されることが無かった。

## 伝記
デイトンはニュージャージーのエリザベストン（現在のエリザベス）で生まれた。地元の政治では著名であった商人のイライアス・デイトンの息子であった。1776年にニュージャージー大学（現在のプリンストン大学）を卒業した。アメリカ独立戦争の間、父の第3ニュージャージー連隊で従軍し、19歳までに大尉に昇進した。
独立戦争後、法律を勉強して開業し、土地に対する投機、法律および政治に時間を使いわけた。大陸会議とアメリカ合衆国憲法制定会議（この時26歳で、その代議員の中では最年少だった）代議員を務めた後で、著名な連邦党議員になった。1786年から1787年、および1790年に再度ニュージャージー州下院議員を務め、1790年にはニュージャージー州委員会（現在の州上院）議員を務めた。
1789年にアメリカ合衆国下院議員に選ばれ、この時は議席に着かなかったが、1791年にも選ばれてこのときは着任した。下院では第4会期および第5会期の議長を務めた。大半の連邦党議員と同様に、アレクサンダー・ハミルトンの財務政策を支持し、またウィスキー税反乱の抑圧を支持した。ルイジアナ買収に賛成し、1801年司法権法の撤廃に反対した。
デイトンはフィラデルフィアでアーロン・バーと出逢い、後にバーが今日の合衆国西部となった地域を征服する意図があったとして告発された「陰謀」に加担することになった。この陰謀は結局立件されることはなかった。バーが中止した1806年の遠征には病気のために加われなかったが、1807年に反逆罪で逮捕された。その後釈放され、裁判にかけられることもないまま、その国政における経歴は復活されることが無かった。
デイトンはスーザン・ウィリアムソンと結婚し、2人の娘を儲けたが、その結婚の日付は不明である。
ニュージャージー州でその政歴を再開した後、1824年に生まれ故郷で死に、エリザベスのセント・ジョンズ聖公会教会の地下墓所に葬られた。

## オハイオ州デイトン
オハイオ州デイトン市は、デイトンがオハイオ州に25万エーカー (1,000 km²)の土地を所有しており、躊躇い無くマイアミ運河の建設を支援したので、その名に因んで名付けられた。しかし、デイトンはその市内に足を踏み入れることはなかった。

## 遺産
ニュージャージー州スプリングフィールドにあるジョナサン・デイトン高校は彼の名前に因んで名付けられた。

## 政歴
- ニュージャージー州議会：1786年-1787年、1790年
  - 議長：1790年
- アメリカ合衆国憲法制定会議代議員：1787年
- 大陸会議（連合会議）代議員：1787年-1788年
- ニュージャージー州委員会：1790年
- アメリカ合衆国下院：1791年3月4日-1799年3月4日
  - 下院議長：第4会期、第5会期
  - 選挙委員会議長：第3回帰
- アメリカ合衆国上院：1799年3月4日-1805年3月4日
- ニュージャージー州議会：1814年-1815年